# Agregat gaśniczy
Agregat gaśniczy – sprzęt gaśniczy mający zapas środka gaśniczego w ilości ponad 20 kg, wyposażony w urządzenia umożliwiające samodzielne, natychmiastowe prowadzenie akcji gaśniczej.
Istotna jest nie tylko sama ilość środka gaśniczego, ale też i natężenie jego strumienia podczas akcji gaśniczej, które w przypadku agregatu jest znacznie większe niż w gaśnicy. 
Agregaty stanowią wyposażenie chroniące miejsca szczególnie narażone na pożar lub takie, w których pożar jest trudny do opanowania lub grozi poważnymi konsekwencjami. Są to np. stacje benzynowe, lakiernie, warsztaty samochodowe, hangary lotnicze. 
Agregaty gaśnicze są instalowane na podwoziu (mniejsze - na wózkach), do ich obsługi potrzeba co najmniej 2 osób, mogą też być na samochodach lub przyczepach pożarniczych, co umożliwia ich przemieszczanie.